# Warszawa Aleje Jerozolimskie
Warszawa Aleje Jerozolimskie je železniční zastávka sloužící regionální dopravě ve Varšavě, Mazovském vojvodství.

## Obecný přehled
Železniční zastávku Warszawa Aleje Jerozolimskie obsluhují regionální spoje dopravce Koleje Mazowieckie, který provozuje osobní dopravu téměř výhradně na území Mazovského vojvodství, tedy především na tratích vycházejících radiálně z Varšavy. V bezprostřední blízkosti této zastávky se nachází i železniční zastávka Warszawa Aleje Jerozolimskie WKD, jejímž provozovatelem je Warszawska Kolej Dojazdowa.
| Linka | Dopravce                   | Směr |
| ----- | -------------------------- | --- |
| KM8   | Koleje Mazowieckie         | Warszawa Wschodnia Osobowa - Warszawa Al. Jerozolimskie - Piaseczno - Radom                                              |
| WKD   | Warszawska Kolej Dojazdowa | Warszawa Śródmieście WKD - Warszawa Al. Jerozolimskie WKD - Pruszków WKD - Grodzisk Mazowiecki Radońska/Milanówek Grudów |

## Železniční tratě
Železniční zastávkou Warszawa Aleje Jerozolimskie prochází železniční tratě:
- 8 Warszawa Zachodnia – Kraków Główny
- 510 Warszawa Główna Towarowa – Warszawa Aleje Jerozolimskie

## Galerie

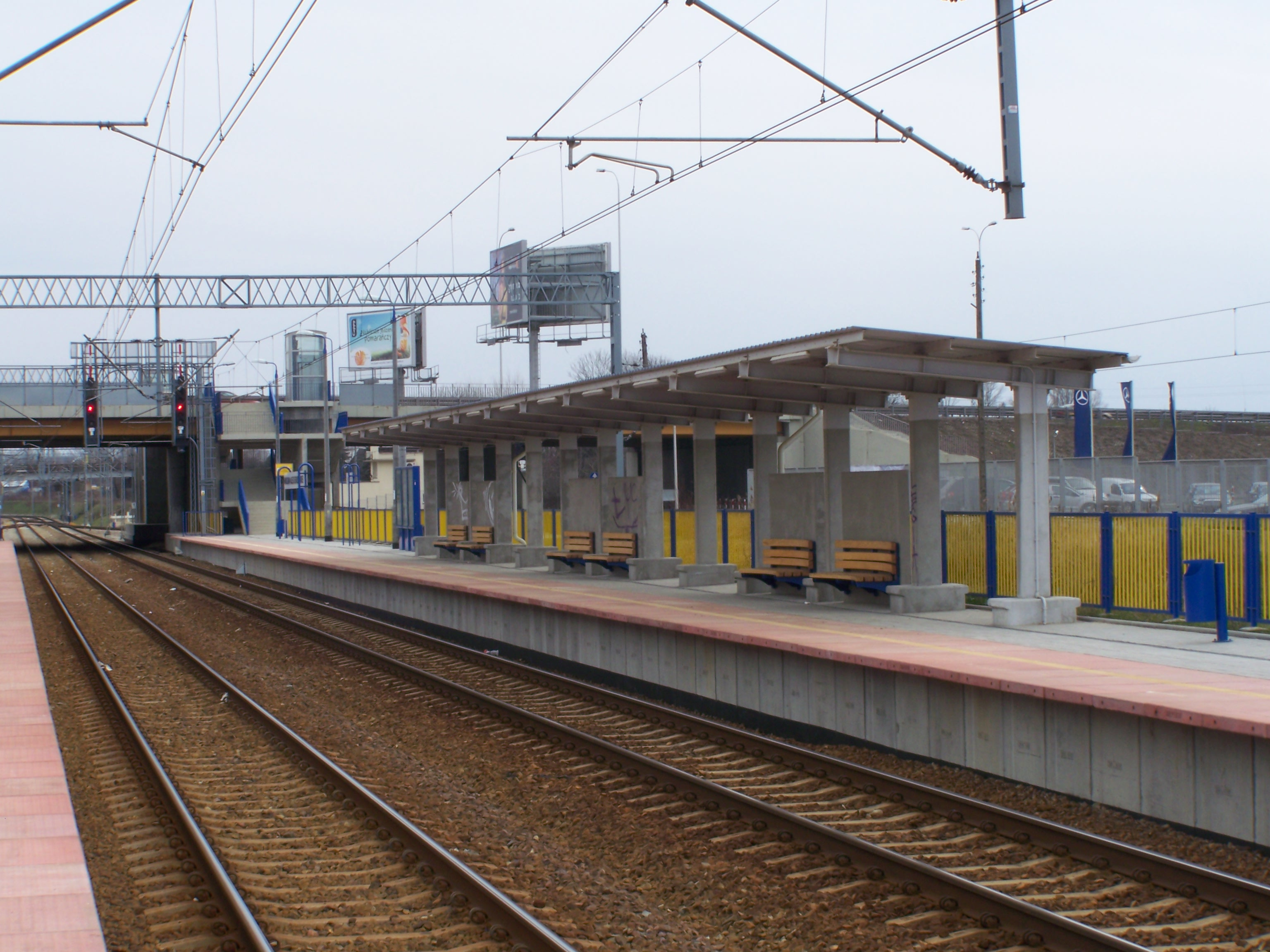
Nástupiště
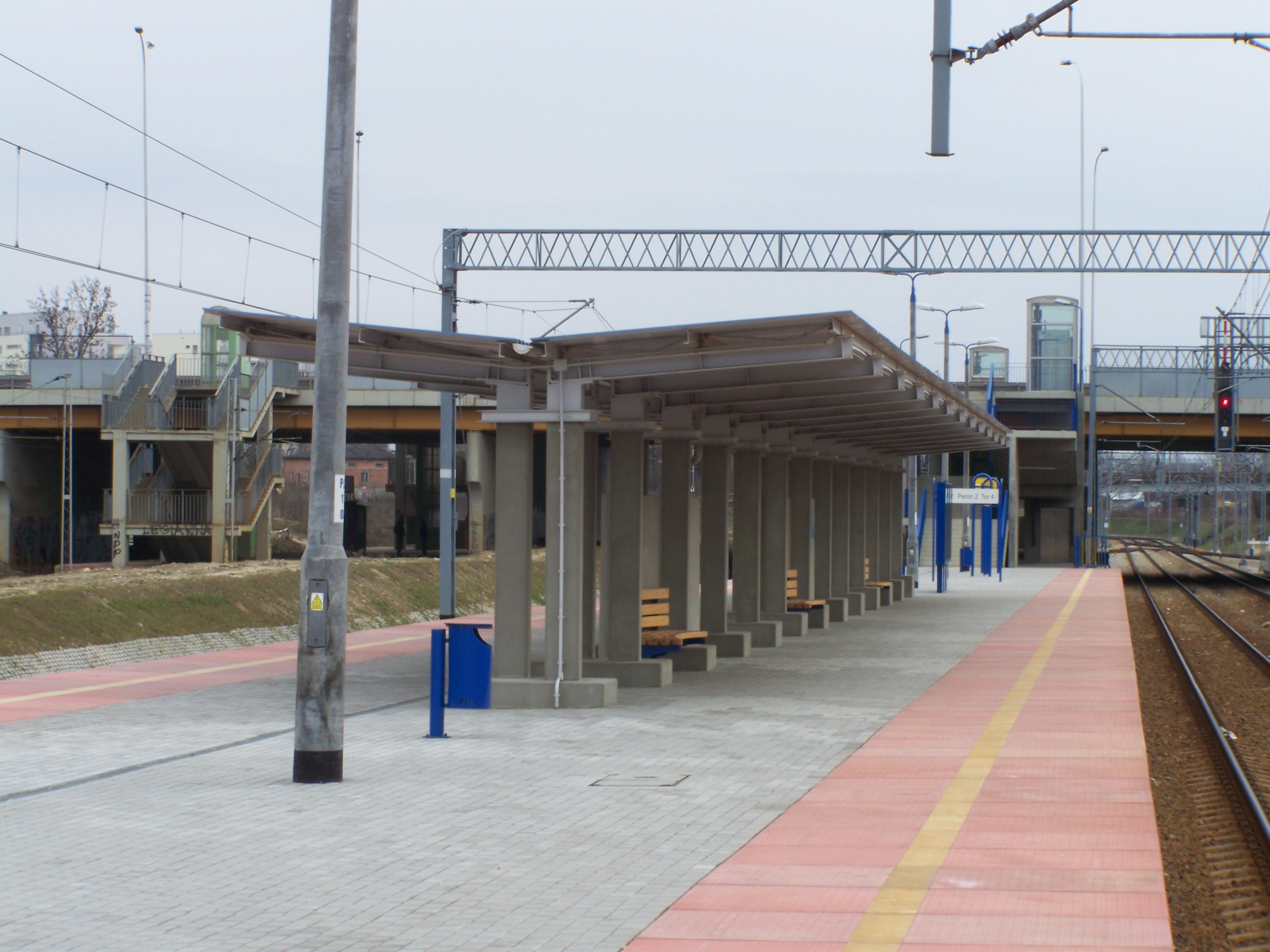
Nástupiště
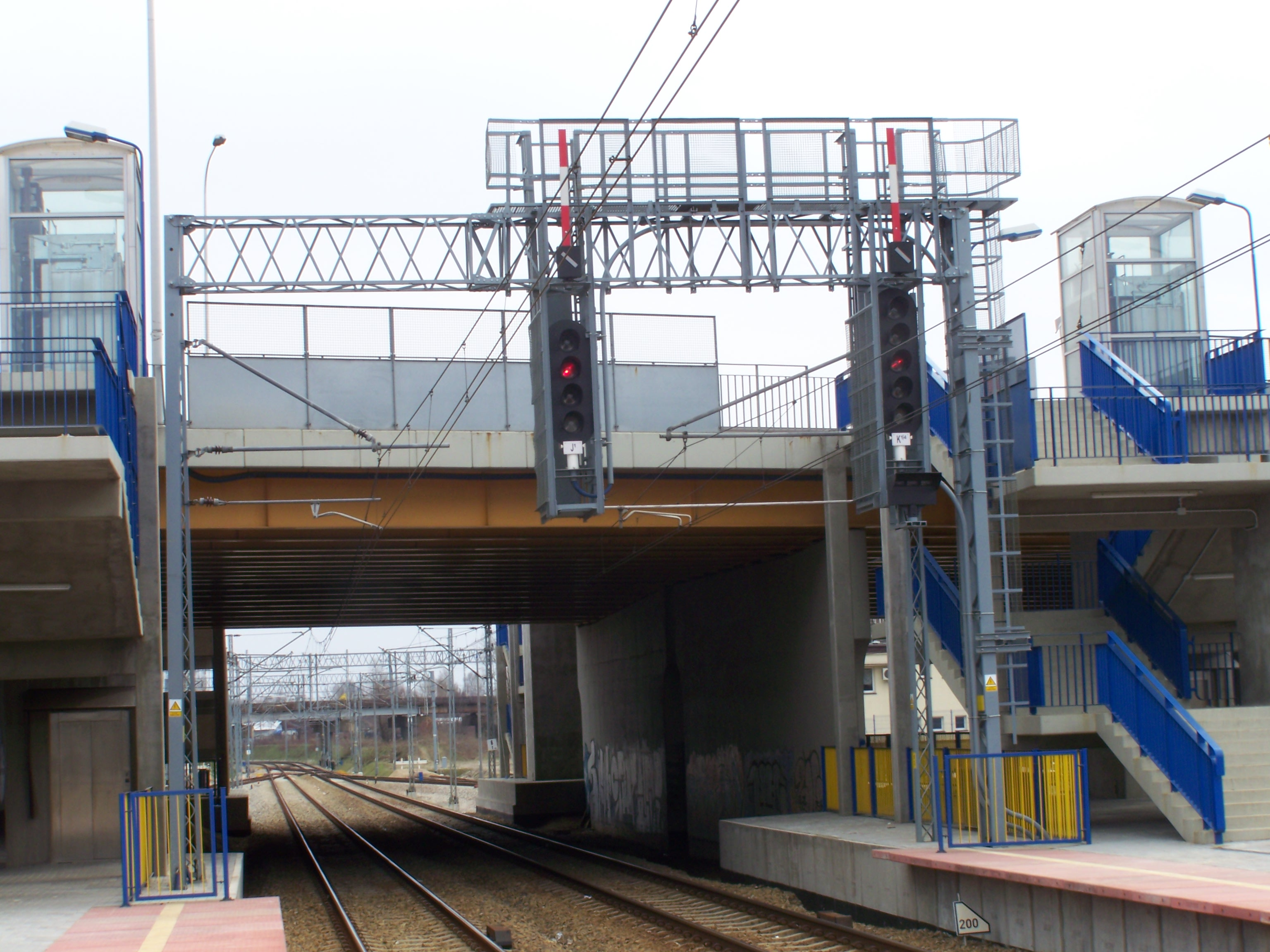
Nástupiště
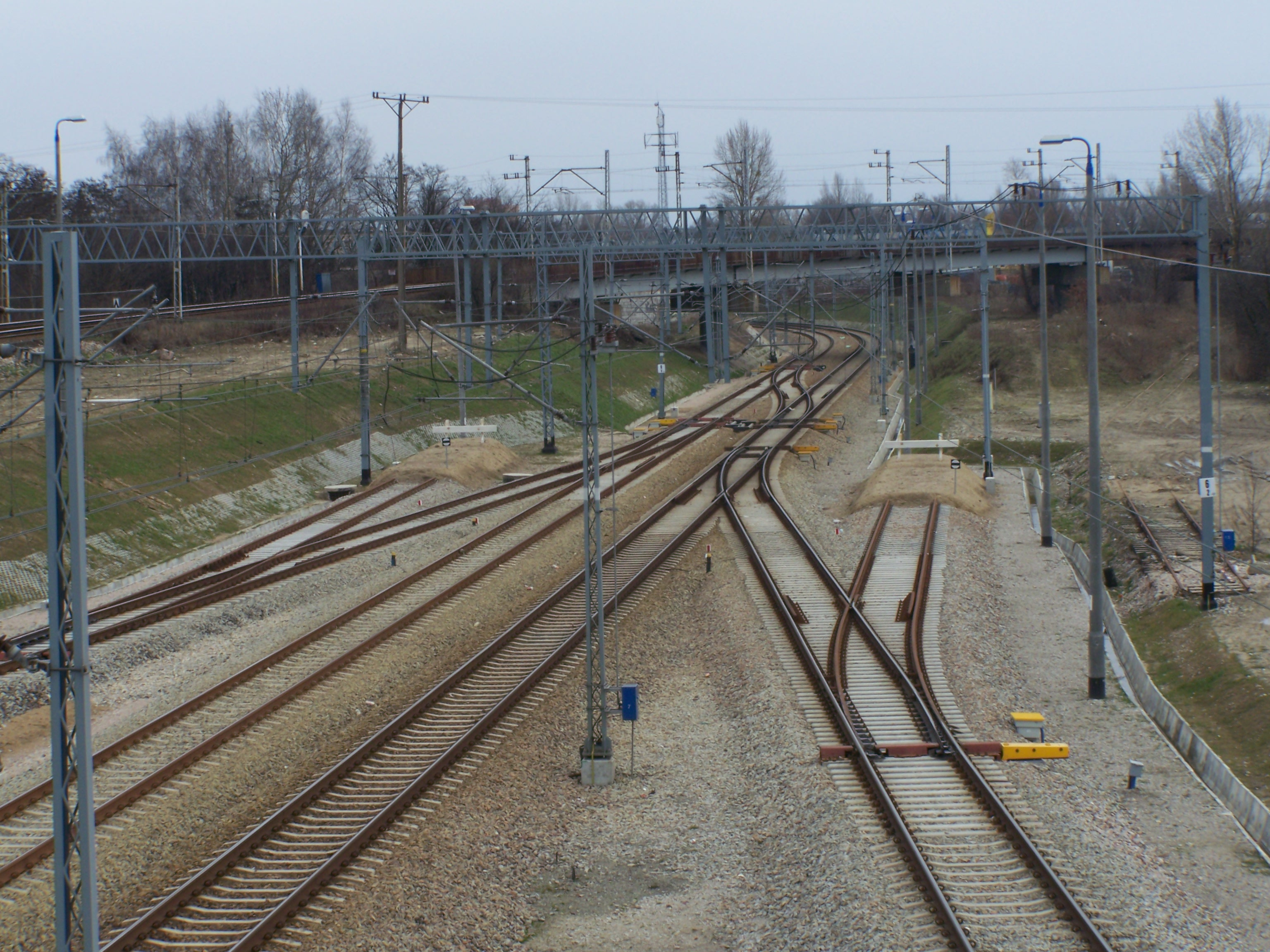
Kolejiště
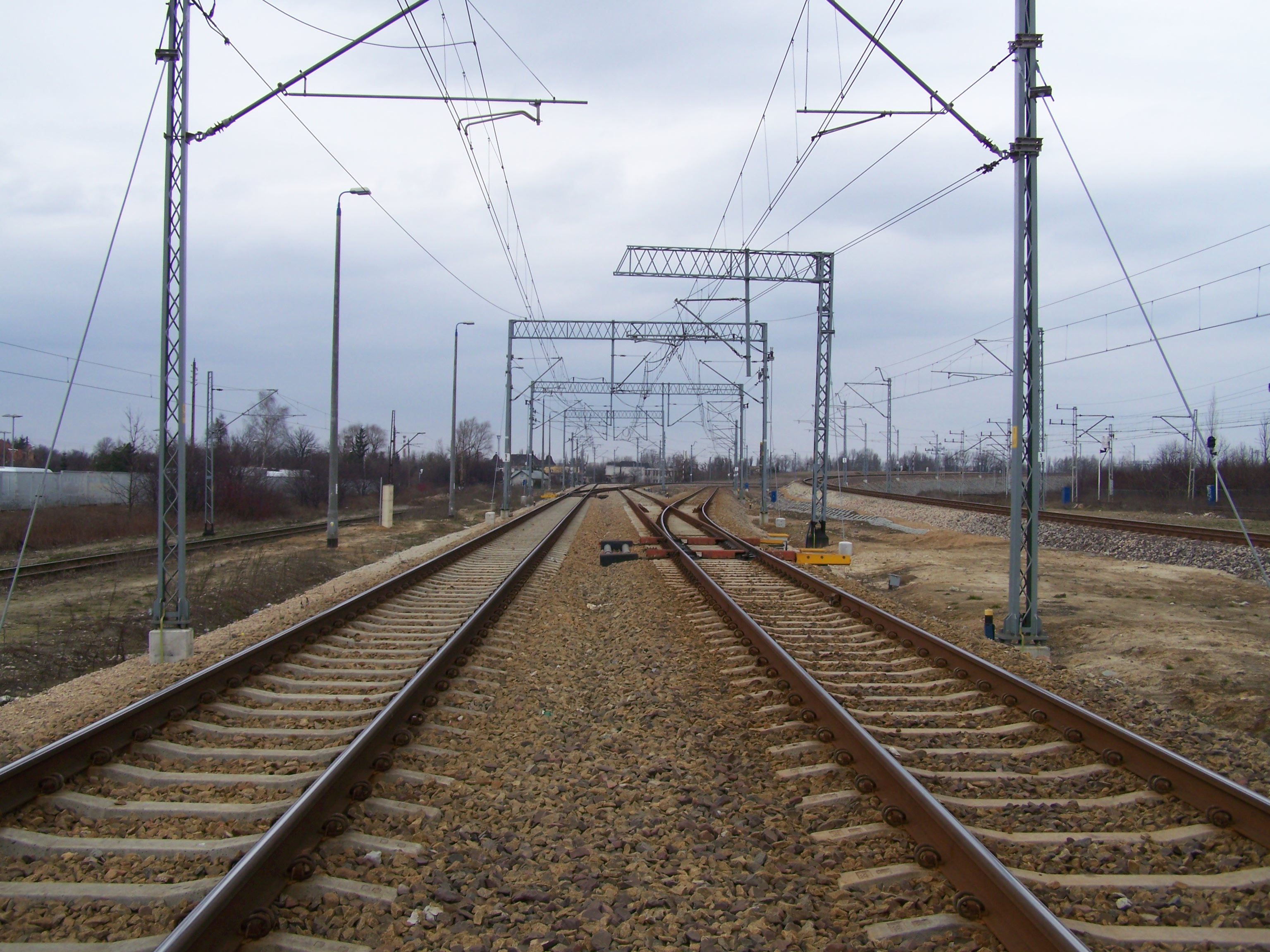
Kolejiště